# Ганс-Готтард Пестке
Ганс-Готтард Пестке (нім. Hans-Gotthard Pestke; 17 червня 1914, Пройссіш-Штаргард — 17 квітня 2001, Целле) — німецький офіцер, майор вермахту (1 жовтня 1943), оберст Генштабу бундесверу. Кавалер Лицарського хреста Залізного хреста з дубовим листям.

## Біографія
1 листопада 1935 року вступив в 45-й піхотний полк. В 1936 році переведений в 24-й піхотний полку. Учасник Французької кампанії, командир взводу 13-ї роти 176-го піхотного полку. З 1940 року — ад'ютант 2-го батальйону свого полку. Учасник Німецько-радянської війни, командир 3-ї роти свого полку. З початку 1942 року — ад'ютант полку. З весни 1942 року — командир 1-го батальйону 176-го гренадерського полку. Відзначився у боях в районі Ладоги. В кінці 1943 року переведений в штаб 16-ї танкової дивізії, а потім відряджений на навчання у Військову академію. Після закінчення курсу направлений в штаб 12-ї авіапольової дивізії. Учасник боїв за Данциг, був 5 разів поранений і евакуйований в шпиталь, де в травні 1945 року був взятий в полон британськими військами. 31 травня 1947 року звільнений.
26 квітня 1956 року вступив в бундесвер. З грудня 1962 по квітень 1965 року — командир 25-ї повітряно-десантної дивізії. 30 вересня 1972 року вийшов у відставку.

## Нагороди
- Медаль «За вислугу років у Вермахті» 4-го класу (4 роки)
- Залізний хрест
  - 2-го класу (14 жовтня 1939)
  - 1-го класу (11 липня 1940)
- Штурмовий піхотний знак в сріблі (23 вересня 1941)
- Лицарський хрест Залізного хреста з дубовим листям
  - лицарський хрест (15 листопада 1941)
  - дубове листя (№ 311; 14 жовтня 1943)
- Нагрудний знак «За поранення»
  - в чорному (26 березня 1942)
  - в сріблі (16 вересня 1942)
- Почесний знак «За турботу про німецький народ» 2-го ступеня (28 травня 1942)
- Медаль «За зимову кампанію на Сході 1941/42» (1 серпня 1942)
- Нагрудний знак ближнього бою в бронзі (4 жовтня 1943)
- Нарукавна стрічка «Курляндія» (1 грудня 1944)
- Орден Незалежності Йорданії, великий офіцерський хрест (31 березня 1964)
- Орден «За заслуги перед Федеративною Республікою Німеччина», офіцерський хрест (21 вересня 1972)
- Почесний знак земельного товариства «Західна Пруссія» (17 червня 1984)
- Застібка «Західна Пруссія» в сріблі (9 червня 1989)